# Isaiah Joe

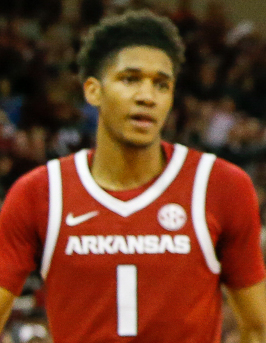
Isaiah Joe, 2019.

Derrick Isaiah Joe, född 2 juli 1999 i Fort Smith i Arkansas, är en amerikansk professionell basketspelare (SG) som spelar för Oklahoma City Thunder i National Basketball Association (NBA). Han har tidigare spelat för Philadelphia 76ers.
Joe draftades av Philadelphia 76ers i andra rundan i 2020 års draft som 49:e spelare totalt.
Innan han blev proffs studerade Joe vid University of Arkansas och spelade för deras idrottsförening Arkansas Razorbacks.